# Torre de Túbal
La torre de Túbal es troba a l'extrem sud-oest del promontori on s'alça el Castell de la Suda de Tortosa. És l'única torre de planta circular del conjunt.

## Història
Segons F. Pastor (1913), aquesta torre «...tomó i retiene el nombre de torre Tubalina, la redonda que mira al sur y cae encima de la catedral». Aquest nom està relacionat amb la llegenda de la fundació de Tortosa pel mític personatge bíblic Túbal, net de Noé i rei d'Ibèria. A partir de la referència de l'historiador Martorell, del segle xvii, es coneix que era anomenada torre de Túbal. En un dibuix d'Anton van den Wyngaerde (s. XVI) apareix com a torre de planta circular. L'autor, per evitar confusions visuals, corrobora que és rodona en una anotació marginal.

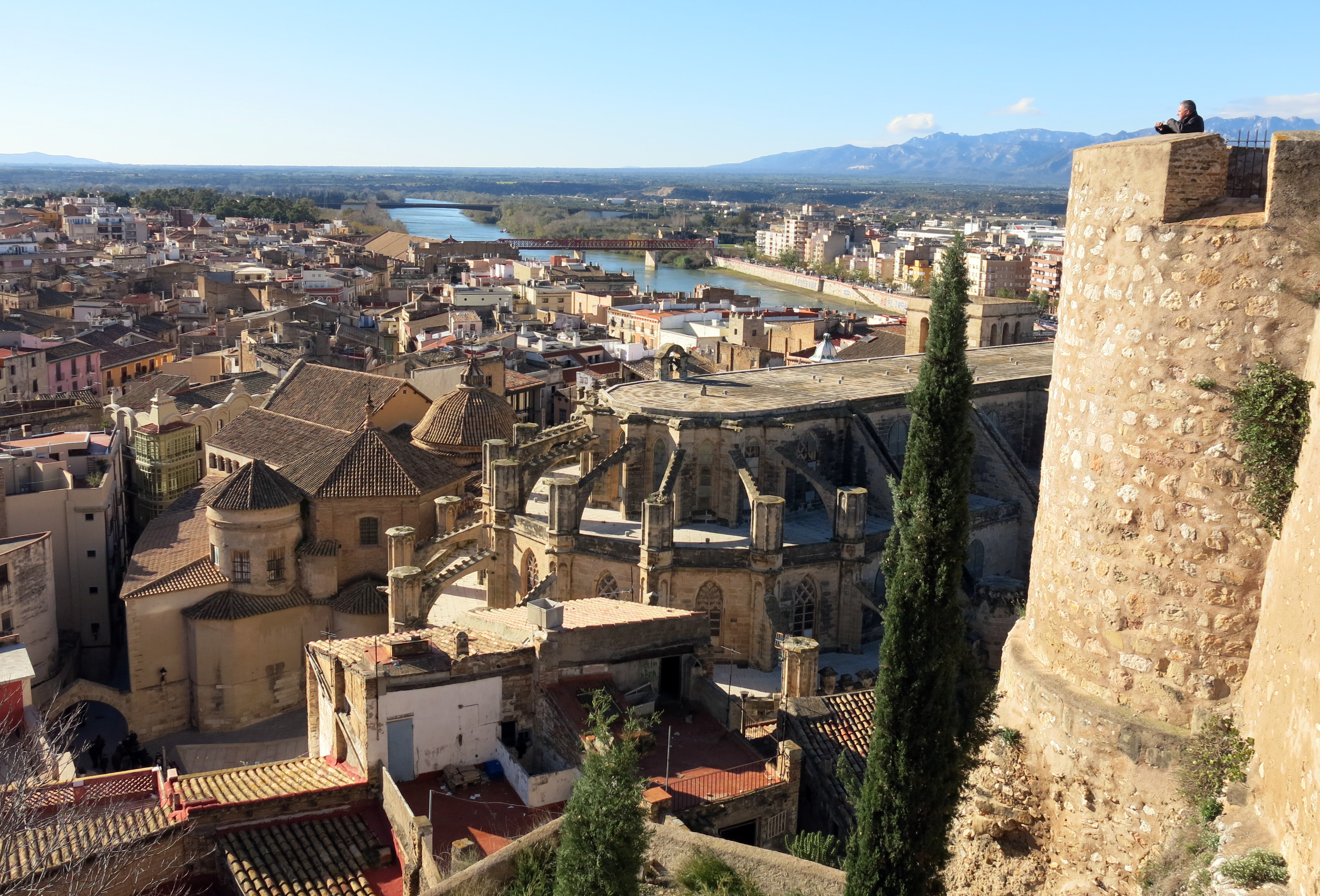
La catedral i l'Ebre des de la Suda (Tortosa), en primer terme la torre de Túbal.

## Arquitectura
L'interior de la torre és buit. Des del sòl superior, per una petita obertura quadrangular, mostra un espai buit de planta circular i secció periforme de 3 m de diàmetre pr 7 m d'alçada. La seva funcionalitat encara resta per definir totalment però sembla respondre a una presó o calabós. L'any 1986, en una campanya arqueològica es va fer l'estudi dels estrats inferiors que no donaren material anterior al segle xiv. Per les dades posseïdes, no es pot assegurar que es tracti d'una torre anterior al segle xiv i es coneix que el segle xv es practicaren importants reformes, com a tota la resta del castell. El parament exterior es defineix amb fileres no gaire acurades de pedres treballades de mida mitjana, més o menys homogènies i travades amb morter. S'aprecia un canvi de parament i tècnica en les unions de la torre amb els panys de muralla adjacents, fet que corrobora la idea que fou construïda en un moment diferent al de les muralles. És difícil precisar si és una reconstrucció sobre una torre anterior o una solució arquitectònica innovada en aquest període.